# Пухівка піхвова
Пухівка піхвяста, пухівка піхвова,  (Eriophorum vaginatum L.) — трав'яниста багаторічна щільнодерниста рослина родини осокових (30 — 100 см заввишки), що утворює великі купини і має вкорочене кореневище. Латинську назву роду утворено від грецького слова, що в перекладі означає та, що несе вовну. 

## Опис
Рослина сіро-зелена. Стебла численні, гладенькі, округлі, вгорі тупотригранні. Листки на неплідних пагонах і в нижній частині квітконосних пагонів вузькі (близько 1 мм завширшки), тригранно-жолобчасті, вгорі жолобчасті, гладенькі або трохи шорсткі. Прикореневі листки тригранні, довгі, жолобчасті, зісподу гострокілюваті, по краях шорсткі, з довгими червонувато-бурими волокнистими піхвами. Стеблові листки представлені двома-трьома здутими, часто рожевуватими піхвами з темною, плівчастою верхівкою. Квітки дрібні, зібрані у верхівкове суцвіття — поодинокий колосок. Квітучий колосок — довгастий, овальний, при достиганні плодів — кулястий (близько 4,5 см завдовжки). Квітки непоказні, двостатеві, сидять у пазухах покривних лусок. Луски яйцеподібно-ланцетні, з однією жилкою, перетинчасті, сіруваті. Нижні 10-15 лусок без квіток, після цвітіння відхилені вниз. Оцвітина представлена численними короткими, м'якими білими волосками, які при достиганні плодів значно видовжуються, утворюючи кулясту пухівку. Тичинок три, маточка одна, приймочок три. Плід — сплюснутий тригранний горішок (близько 2 мм завдовжки), рудуватий, на кінці з вістрям.
Пухівка піхвова росте в заболочених хвойних лісах, на торфово-сфагнових болотах. Пухівка піхвова разом з деякими іншими рослинами становить основну масу так званого пухівкового торфу, що має волокнисту структуру. Світлолюбна рослина. Цвіте в квітні — травні.
Поширена на Поліссі, в Карпатах, зрідка на півночі Лісостепу. Заготовляють її в районах поширення.
Є інформація, що пухівка піхвова — досить рідкісна рослина. Місця зростання пухівки потребують охорони.

## Близький вид
Загалом в Україні росте близько 5-ти видів пухівок. За морфологічними ознаками пухівка піхвова схожа з пухівкою вузьколистою (Eriophorum angustifolium L.) Цей вид відрізняється від попереднього наявністю численних колосків, зібраних у зонтикоподібне верхівкове суцвіття з кількома покривними листками. Рослина не утворює купин. Росте на низинних болотах і заболочених луках. Світлолюбна рослина. Поширена на Поліссі і в Карпатах, в Лісостепу рідко. Цвіте у квітні — червні.

## Практичне використання
Волокниста й лікарська рослина.
Приквіткові волоски пухівки (15-30 мм завдовжки) мають тонкі целюлозні стінки, але вони неміцні і не утворюють компактної маси, проте за відсутності інших матеріалів волосками пухівки набивають подушки і матраци, використовують як пакувальний матеріал тощо.
Листки пухівки мають глистогінні та в'яжучі властивості. У народній медицині їх застосовують проти солітерів і при проносах.
Сільськогосподарськими тваринами майже не поїдається. При поїданні трави з плодами в шлунках тварин утворюються клубки з пухівок, що важко перетравлюються.